# Hans Helmut Kornhuber

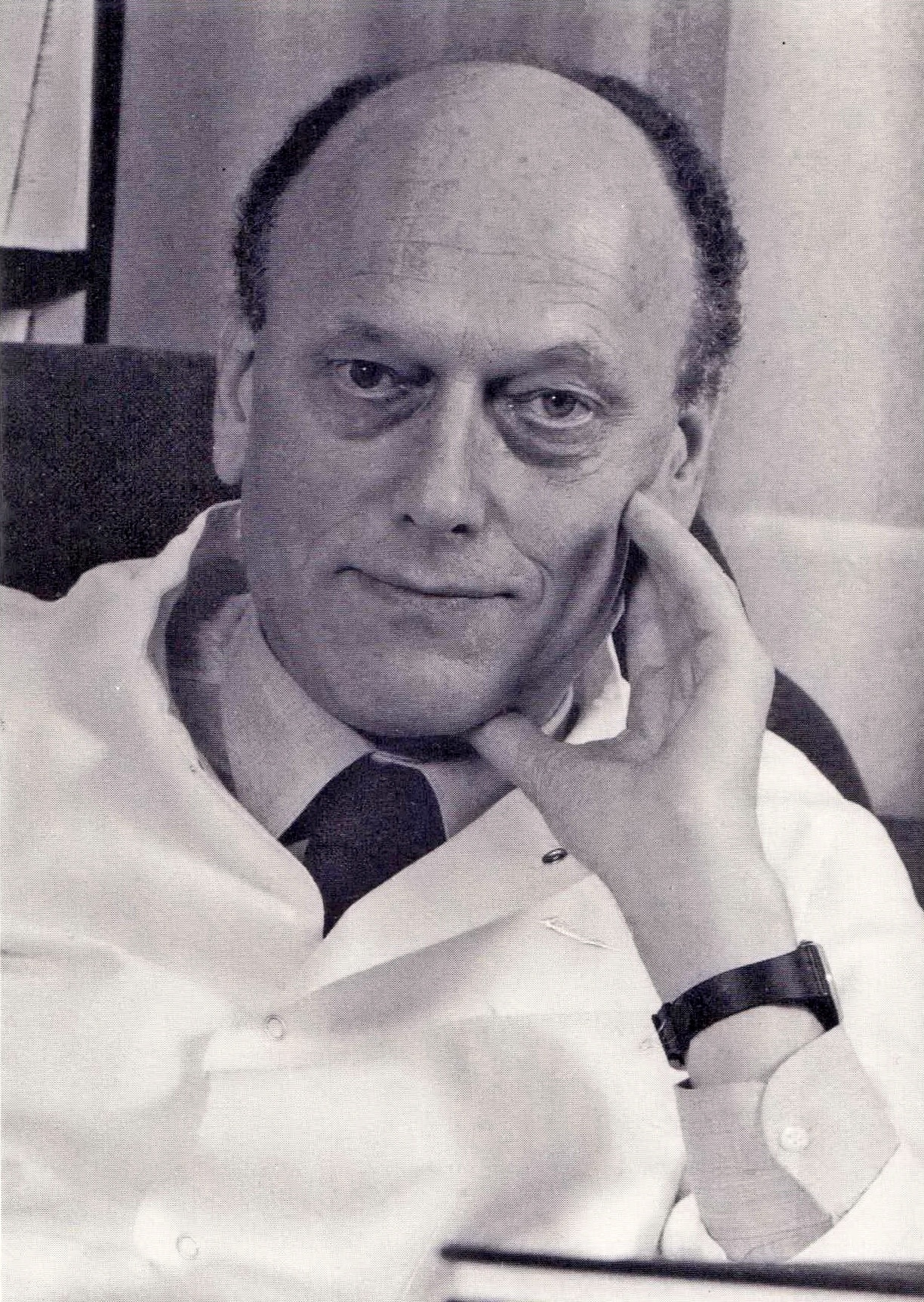
Hans Helmut Kornhuber

Hans Helmut Kornhuber (* 24. Februar 1928 in Königsberg; † 30. Oktober 2009) war ein deutscher Neurologe und Neurophysiologe.

## Leben
Hans Helmut Kornhuber wurde als zweites von drei Kindern von Gertrud und Arnold Kornhuber geboren. Er wuchs in Metgethen nahe Königsberg auf. Im Alter von acht Jahren wurde er am Gymnasium Friedrichs-Kollegium in Königsberg zugelassen. Die Schulzeit endete mit dem Abitur im Sommer 1944. Er war an Chemie interessiert und kam in Kontakt mit dem Chemischen Institut der Albertus-Universität Königsberg. Mit der Kapitulation von Königsberg am 9. April 1945 kam Kornhuber in sowjetische Kriegsgefangenschaft. Er wurde im September 1949 entlassen und kehrte zu seiner Familie zurück, die sich in Schleswig-Holstein niedergelassen hatte. Im Oktober 1949 machte er ein zweites Abitur und begann anschließend an der Ludwig-Maximilians-Universität München Chemie zu studieren. Im Frühjahr 1950 wechselte er zur Medizin. Grund waren seine Erfahrungen während der Gefangenschaft. Er studierte in der Folge an den Universitäten Göttingen, Freiburg, Basel und Heidelberg. 1955 wurde er in Heidelberg promoviert. Seine klinische Ausbildung erhielt er an der von Richard Jung geleiteten Neurologischen Universitätsklinik der Universität Freiburg, wo er sich 1963 habilitierte. Er absolvierte zudem einen eineinhalbjährigen Forschungsaufenthalt an der Johns Hopkins University in Baltimore. Bald nach seiner Rückkehr nach Freiburg wurde Kornhuber 1969 auf den Lehrstuhl für Neurologie der neugegründeten Universität Ulm berufen, wo er die Neurologische Klinik der Universität aufbaute, deren Leitung er bis zu seiner Emeritierung im Jahr 1996 innehatte.
Kornhuber war verheiratet; er hatte mit der ersten Ehefrau Ursula fünf Söhne. Sein Sohn Johannes Kornhuber ist Psychiater und Psychotherapeut; er leitet die Psychiatrische und Psychotherapeutische Klinik am Universitätsklinikum Erlangen, Malte Kornhuber ist Neurologe, Chefarzt Neurologie Helios Klinik Sangerhausen, Anselm Kornhuber ist Neurologe in Ulm.

## Wissenschaftlicher Beitrag
Kornhuber promovierte bei Kurt Schneider, Heidelberg, über die Auslösung zyklothymer Depressionen durch seelische Erschütterungen. Bei Richard Jung in Freiburg arbeitete er klinisch und experimentell im Bereich Elektronystagmographie, Blickmotorik und optische Wahrnehmung und habilitierte sich mit einer Untersuchung der Interaktion vestibulärer mit visuellen und somatischen Signalen in Neuronen der Großhirnrinde. Kornhuber erkannte früh den möglichen Beitrag kybernetischer Sichtweisen für das Verständnis physiologischer Vorgänge. So beschrieb er die zusammen mit Vernon B. Mountcastle in den Jahren 1965–1966 untersuchte Entladungsmuster sensorischer Fasern des Tastsystems mit Methoden der Nachrichtentechnik („Kanalkapazität“) und wandte diese Methode später auch auf menschliche Wahrnehmungsleistungen an. Kybernetische Aspekte finden sich auch in seinen Beiträgen für Hand- und Lehrbücher zur Physiologie und Klinik des zentralen vestibulären Systems, der Blickmotorik und zentralnervöser Funktionen der Motorik im Allgemeinen. Für seine Verdienste auf dem Gebiet der Vestibularisforschung erhielt er von der Bárány Society die Bárány-Medaille verliehen.
Zusammen mit dem Doktoranden Lüder Deecke gelang Kornhuber 1965 die Entdeckung des auch im englischen so genannten motorischen Bereitschaftspotentials, eines Hirnpotentials im EEG, das all unseren gewollten Handlungen vorausgeht. Die Veröffentlichung wurde 1989 zu einem Citation Classic. Sehr früh setzte Kornhuber moderne epidemiologische Methoden ein, um die Ursachen der Hypertonie zu klären, des Hauptrisikofaktors für Schlaganfall. Er machte so Prävention zum Thema unserer Zeit, forderte präventive Medizin in jedem medizinischen Fach und prägte den Begriff Präventive Neurologie. Kornhuber entwickelte u. a. Methoden dezentraler Behandlung und Rehabilitation für die Familien von Patienten mit neurologischen Krankheiten. Auch konstruierte er mit seinem Team einen Baby-Protektor gegen den plötzlichen Kindstod. Auf der Suche nach einer besseren Behandlung der Schizophrenie, die er als somatisch bedingt verstand, erforschte er die Rolle des Glutamats. Dies führte zur Gabe von Glutamatantagonisten in der Therapie z. B. der Demenz. Zur Förderung der Therapie der Myopathien gründete er ein multidisziplinäres Zentrum und zur Behandlung der Epilepsie ebenfalls ein eigenes Zentrum. Hier war es möglich, die am stärksten epileptogenen Hirnstrukturen, Amygdala und Hippocampus, einseitig selektiv ohne Nebenwirkungen zu entfernen. Daraus folgte Kornhubers Erkenntnis, dass die Amygdala beim Menschen nicht mehr die große Bedeutung wie bei Tieren hat, da sie vom Frontalhirn überbaut ist.
Auch während seiner Tätigkeit als Direktor der Neurologischen Klinik hatte Kornhuber weiter die Grundlagenforschung auf den Gebieten der Sinnesphysiologie, des vestibulären Systems, der Okulomotorik und der Hirnpotentiale im Blick, die er durch eine eigens dafür geschaffenen Forschungseinrichtung förderte. Dabei gelang ihm der Nachweis, dass sakkadische Augenbewegungen nicht rein ballistisch ablaufen, sondern durch eine „innere“, nicht-visuelle Regelung gegen Störungen abgesichert werden.
Kornhuber engagierte sich, um Erziehung und Bildung zu verbessern. Er gründete und leitete das Studium generale an der Universität Ulm. Zudem gründete er die erste Schule für Sprachtherapeuten in Deutschland.

## Auszeichnungen
1967 erhielt Kornhuber den Hans-Berger-Preis der Deutschen Gesellschaft für Klinische Neurophysiologie (DGKN) und in der Folge zahlreiche weitere nationale und internationale Ehrungen und Auszeichnungen.

## Schriften (Auswahl)
Bücher
- Mit Richard Jung: Neurophysiologie und Psychophysik des visuellen Systems. Springer, Heidelberg 1961.
- Alkohol: Auch der „normale“ Konsum schadet. Urban & Vogel, München 2001.
- Mit Lüder Deecke: Wille und Gehirn. Edition Sirius im Aisthesis-Verlag, Bielefeld/Locarno 2007. (2., überarbeitete Auflage. 2009)

Hand- und Lehrbuchbeiträge
- Physiologie und Klinik des zentral-vestibulären Systems (Blick- und Stützmotorik). In: J. Berendes, R. Link, F. Zöllner (Hrsg.): Hals-Nasen-Ohren-Heilkunde. Band III, Teil 3, Thieme Verlag, Stuttgart 1966, S. 2150–2351.
- Tastsinn und Lagesinn. In: O. H. Gauer, K. Kramer, R. Jung (Hrsg.): Physiologie des Menschen. Band 11: Somatische Sensibilität. Urban & Schwarzenberg, München / Berlin / Wien 1972, S. 51–112.
- Mit J. M. Fredrickson und D. W. F. Schwarz: Cortical Projections of the Vestibular Nerve. In: H. H. Kornhuber (Hrsg.): Handbook of Sensory Physiology. Vol VI, part 1, Springer Verlag, Berlin 1974, S. 565–582.
- Nystagmus and Related Phenomena in Man: An Outline of Otoneurology. In: H. H. Kornhuber (Hrsg.): Handbook of Sensory Physiology. Vol VI, part 2, Springer Verlag, Berlin 1974, S. 193–232.
- The Vestibular System and the General Motor System. In: H. H. Kornhuber (Hrsg.): Handbook of Sensory Physiology. Vol VI, part 2, Springer Verlag, Berlin 1974, S. 581–620.
- Blickmotorik. In: O. H. Gauer, K. Kramer, R. Jung (Hrsg.): Physiologie des Menschen. Band 13: Sehen. Urban & Schwarzenberg, München / Berlin / Wien 1978, S. 357–426.

Artikel
- Mit Lüder Deecke: Hirnpotentialänderungen bei Willkürbewegungen und passiven Bewegungen des Menschen: Bereitschaftspotential und reafferente Potentiale. In: Pflüger's Archiv für die gesamte Physiologie des Menschen und der Tiere. Band 284, H. 1, 1965, S. 1–17. doi:10.1007/BF00412364, (PDF)
- Geist und Freiheit als biologische Probleme. In: Roger Alfred Stamm, Hans Zeier (Hrsg.): Die Psychologie des 20. Jahrhunderts. Band 6: Lorenz und die Folgen. Kindler, Zürich 1978, S. 1122–1130.
- Attention, readiness for action and the stages of voluntary decision. In: Experimental brain research. Supplement 9, 1984, S. 420–429.
- Von der Freiheit. In: Manfred Lindauer, Alfred Schöpf (Hrsg.): Wie erkennt der Mensch die Welt? Grundlagen des Erkennens, Fühlens und Handelns. Geistes- und Naturwissenschaftler im Dialog. Klett, Stuttgart 1984.
- Mit Lüder Deecke: Readiness for movement: The Bereitschaftspotential-Story. In: Current Contents Life Sciences. Band 33, H. 4, 22. Januar 1990, S. 14. (online; PDF; 250 kB)
- Gehirn, Wille, Freiheit. In: Revue de métaphysique et de morale. Band 97, H. 2, 1992, S. 203–223. (JSTOR)
- Zur Willensfreiheit: On Free Will. In: Fortschritte der Neurologie – Psychiatrie. Band 74, H. 8, 2006, S. 427–430. doi:10.1055/s-2006-944233 (Stellungnahme gegen Gerhard Roth und Wolf Singer).